# Mehmet Akif Ersoy
Mehmet Akif Ersoy (20. prosince 1873, Istanbul – 27. prosince 1936) byl turecký básník a politik, autor textu turecké hymny. Měl částečně albánsko-uzbecký původ. Vystudoval veterinářství. Roku 1911 vydal svou nejznámější sbírku básní nazvanou Safahat. Na konci první světové války se nadchl pro kemalovský nacionalismus a byl výraznou postavou vzniku republiky. V roce 1921 Národní shromáždění prohlásilo jeho báseň „İstiklâl Marşı“ textem hymny. V roce 1925 se přestěhoval do Istanbulu a učil turecký jazyk na univerzitě. Byl první osobou v historii Turecké republiky, na jejímž pohřbu směla zaznít státní hymna. Univerzita v Burduri nese jeho jméno, v letech 1983–1989 byl vyobrazen i na turecké bankovce v hodnotě 100 lir.